# Jan Dommering (voetballer)
Jan George Bé (Jan) Dommering (Arnhem, 3 augustus 1913 – aldaar, 19 juni 1997) was een Nederlands voetballer.
Dommering was van 1929 tot 1936 en van 1945 tot 1948 actief in het eerste elftal van Vitesse. Tijdens zijn studie in Frankrijk speelde hij voor OGC Nice (1936 - 1938); door de vele doelpunten die hij daar maakte als middenvoor kreeg hij de bijnamen "La Tulipe" en "Le diable de Dommering".
Door zijn 160 competitiedoelpunten is hij topscorer aller tijden van Vitesse.

## Trivia
- Tussen eind november 2012 en begin juli 2015 had Vitesse een clubwinkel in Arnhem die grensde aan het Jan Dommeringpad. Deze naam verwijst echter naar de gelijknamige vader van de voetballer.[2][3]